# Siebenhirten metróállomás
Siebenhirten egy metróállomás Bécsben a bécsi metró U6-os vonalán.

## Szomszédos állomások
A metróállomáshoz az alábbi állomások vannak a legközelebb:
- Perfektastraße

## Átszállási kapcsolatok
| U6 (Floridsdorf ↔ Siebenhirten) |                        |                         |
| Állomás                         | Átszállási kapcsolatok | Fontosabb létesítmények |
| Siebenhirten                    | 61B, Regionális buszok |                         |